# 橋本青江

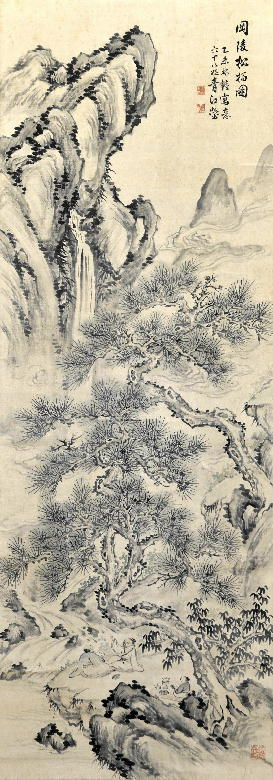
橋本青江「岡陵松福図」（明治28年〔1895〕）

橋本 青江（はしもと せいこう、1821年 - 1898年）は、幕末～明治初期、浪華（なにわ）出身の女性文人画家。画家橋本芳谷の妻。名は栄、字は青江、号は福寿菴主。画を岡田半江に、詩文を篠崎小竹に学ぶ。第三回内国勧業博覧会に娘の青蘋（總子・慶応三年生）とともに出品し、『古今南画要覧』閨秀の項目に掲載される。

## 略歴
橋本青江は1821年（文政4年）、船場の資産家の娘として生まれたらしい。それほど詳しい伝は残っていないが、門人の河邊青蘭が「青江女史の後半生」（『大毎美術』第百六号）という随想録の中で、青江の人柄を次のように記している。
　靑江はもと播州（今の兵庫県）の生れだと思つてをりましたが、他の話ではやはり大阪の人で、而も船場で生れた人だつたらしいのです。今の堺筋平野町の角にある「澤の鶴」あの酒問屋の一軒か二軒おいて隣りがその生家だつたさうです。そんなわけでこの人は、元は相當の資産家の娘に産れたのださうです。
　それが、老後お氣の毒なほど落魄して死んでしまひました。靑江は中年以後所々方々と移り住んでゐましたが、私が就いた頃は南本町にゐまして、その頃がまあこの人の全盛時代とでも云へば云へるでせう。その住居はちよつとした小さな處でしたが、小ぢんまりとして如何にも画家らしく住つてゐました。何しろ靑江といふ人は純然たる画家氣質の人で「わたしは画を賣るのではない、好んでかいてゐるのだが、世間が求めるからそれをわけてやるのだ。世間がこれに對して報酬をするので、わたしは賣るつもりでかいてゐるのではない」と云つたような愛想のない調子で、商質氣もお上手もみぢんもあつた人ぢやありませんから、何うも世間と調和しにくいところがありました。だから靑江といふ人は、一生貧乏で通した人です。その超然たる高いところには感心するより外はなかつたのですが、それがために物質には惠まれずに終つてしまつたのは、まことにお氣の毒でした。（中略）
　橋本青蘋といふ人は靑江の娘で、只今京都に住つてゐるはずですが、別に画筆を執つてゐるやうで　もなし、其後の様子は明らかには知りません。靑江はあれほどの先生でしたが、老後は大さうに落魄してお氣の毒でした。靑江はその御子息が名古屋に移られるので、一しよに名古屋にゆきましたが、その後京都に住んでゐましたがさうです。それから病氣にかかつてだんだん衰弱すると、非常に大阪を恋しがつて、しきりに大阪に帰りたいといひますので、大阪に連れて来たのだつたさうです。
　この河辺青蘭の綴った随想には、橋本青江が篠崎小竹（1781年 - 1851年）に師事して書法を学んだことも記されている。江戸後期に活躍した山陽グループの文人、岡田半江や篠崎小竹、さらにその後継者たちの人柄を後世に伝える貴重な記事である。
　後半生は息子とともに名古屋に移り、その後、京都に暮らす青蘋のもとへ行き、最期に大阪へ戻ったが、孤独と困窮のうちに世を去ったという。1898年（明治31年）没。78歳。
　また門人に河辺青蘭（1868-1931）がおり、青蘭は14歳のときから五年間、南本町の青江宅に通っている。

## 代表作
- 寒江独釣図（文人画研究会蔵）

## 脚註
1. ↑  以下に記載する橋本青江の小伝は、許永晝『読画稿』（文人画研究会 2015）の第九章「寒江独釣」-「青江女史」（140～142頁）の引用である。
2. ↑  大阪府立中之島図書館・ 東京都現代美術館美術図書室蔵